# Colomera
Colomera, est une commune d'Espagne, dans la province de Grenade, communauté autonome d'Andalousie, et faisant partie de la comarque de Los Montes. Elle est située au nord-est et à 25 km de la capitale de la province, Grenade.
L'origine de son nom provient du latin Columbaira, « nid de palombes » car à l'origine la région était infestée de palombes.

## Histoire
Ses origines remontent, avec des fondements archéologiques, au VIIe siècle. Il pourrait aussi être affirmé que Colomera a existé au IIe siècle, à l’époque des romains, à en juger par le pont romain intact qui se trouve avec le moulin du Pont. Ce peuple millénaire, a logiquement souffert plusieurs transformations à travers son histoire.
Pendant les XVIIIe, XIVe et XVe siècles, Colomera était divisé en trois noyaux de population occupés par différentes classes sociales : Colomera, où vivait l'aristocratie, les Berbes, occupés par les agriculteurs un plus grand revenu et des Mesas, où vivaient les plus modestes et les chrétiens. Juan Alonso de Rivas, aurait aperçu la Virgen de la Cabeza apparaître la nuit du 11 au 12 août 1227. Cette Vierge est chaque année célébrée par les habitants de Colomera.
À la fin du XVe siècle, Colomera apparaît dans les archives avec le nom de "Colomera et le Verbel". C’est à cette même époque, entre 1486 et 1540, que fut construite l’église chrétienne. Le 14 septembre 1570, l’église de Colomera a été consacrée par l'archevêque de Grenade, avec l'assistance des évêques de Guadix, Baza, Baeza et le clergé paroissial.
À cette époque, Colomera a eu une importance énorme, en arrivant à posséder un tribunal Vicaire, des nobles y vécurent, ce qui donna du prestige à la ville, où l’on est même arrivé à construire un hôpital durant l'année 1541.
Son économie était aussi florissante en étant appelée la ville des cinq pes : Pain, Poissons, Perniles, Poires et Perdrix.
Au début du XVIe siècle, on a constitué la Fraternité du Saint-Christ de la Vera Cruz et en 1626, on a construit l’église du Calvaire, où on vénère habituellement à l'actuel patron Réel de Colomera, bien que de tous il soit su que le patron historique a été San Antonio, à partir de l'orage morronera (de la montagne du Morrón, qui couronne Colomera dans sa zone occidentale), au XVIIe siècle.
Jusqu'au XVIIe siècle, l'Église a possédé les terres, mais dans 1640, les voisins du peuple les ont achetées dans des parcelles d'une à trois arpents.
Au même siècle, en raison des orages mentionnés et des pluies fréquentes, s'est produit un énorme glissement de terre qui a entraîné la moitié du peuple vers la zone postérieure de l'Église. Ce moment a été protégé en fabriquant avec lui une grande paroi qui persiste encore aujourd'hui.
Le peuple garda l'Église dans le centre et arrivait jusqu'en appelant Barranco Calero, mais après les inondations mentionnées, les constructions se sont succédé à l'autre côté du barranco, en arrivant jusqu'au quartier de Sainte Catalina.
Dans cette zone, a été construit les maisons des ouvriers travaillant le fer avec des "forges", en donnant au quartier son nom d'honneur au patron de cette union.
En 1927, on a découvert une météorite qui est actuellement exposée dans le musée des Sciences naturelles de Madrid.
Actuellement Colomera est un peuple habité par des gens qui, fondamentalement, se consacrent à la culture de l'olivier, bien qu'on ait aussi créé quelques entreprises familiales qui, avec la Coopérative d'huile, ils apportent travail et richesse à la commune.

## Économie
L'économie principale de la région est essentiellement agricole et en particulier la récolte des olives, qui permet de fournir du travail aux habitants et de produire 6 millions de litres d'huile d'olive.

## Gastronomie
- Frita à la tomate et aux poivrons

## Monuments à voir
- L'église de Notre-Dame de la Incarnacíon édifiée au XVIe siècle.
- Le pont romain